# British Journal of Pharmacology
Das British Journal of Pharmacology, abgekürzt Br. J. Pharmacol., ist eine wissenschaftliche Zeitschrift, die von der British Pharmacological Society herausgegeben wird. Die erste Ausgabe erschien im März 1946. Damals erschien die Zeitschrift noch vierteljährlich und hatte den Namen British Journal of Pharmacology and Chemotherapy. Seit September 1968 wird der heutige Name verwendet, inzwischen erscheint die Zeitschrift mit 24 Ausgaben im Jahr. Seit 2013 erscheint die Zeitschrift ausschließlich online.
Es werden Studien aus allen Bereichen der Pharmakologie veröffentlicht. Neben Originalarbeiten werden auch Übersichtsarbeiten, Kommentare und Korrespondenzen publiziert.
Der Impact Factor lag im Jahr 2019 bei 7,730. Nach der Statistik des ISI Web of Knowledge liegt das Journal mit diesem Impact Factor in der Kategorie Pharmakologie und Pharmazie an 9. Stelle von 271 Zeitschriften.
Chefherausgeber ist J.C. McGrath (Glasgow, Großbritannien).